# Javier Moreno Barber
Javier Moreno Barber (París, 1963) és un periodista espanyol i director del diari El País entre maig de 2006 i febrer de 2014. El juny de 2020 va tornar a ser-ne director, substituint Soledad Gallego-Díaz.

## Dades biogràfiques
Els pares de Javier Moreno vivien a Beniarjó, un poble prop de Gandia on Moreno va estudiar a l'institut. Moreno és llicenciat en ciències químiques, en l'especialitat industrial, per la Universitat de València i com a tal va exercir a Alemanya abans de realitzar, el 1992, el màster de periodisme que imparteixen la Universitat Autònoma de Madrid i El País. Immediatament després va treballar en la secció d'economia del diari i el 1994 es va incorporar a l'edició mexicana del diari com a cap de redacció.
De tornada a Espanya en la secció d'internacional, va coordinar El País, on va cobrir el procés de canvi que va culminar amb la sortida del Partit Revolucionari Institucional del govern mexicà. Va exercir d'enviat especial a diversos esdeveniments internacionals, com les eleccions veneçolanes o les cimeres del Fons Monetari Internacional fins que el 1999 va ser nomenat cap de la secció d'economia. El 2002 va ser corresponsal a Berlín. El 2003 va ser nomenat director del diari econòmic Cinco Días, editat per PRISA.
El maig de 2006, coincidint amb el trentè aniversari del diari, Javier Moreno es va convertir en el quart director en la història d'El País. Va substituir Jesús Ceberio. El febrer de 2007 va triar un comitè per emprendre la major remodelació en els 31 anys del periòdic. Després de vuit mesos de treball, el 21 d'octubre de 2007 va sortir als quioscs la nova versió d'El País, redissenyat, amb més èmfasi en fotos i gràfics i informativament més centrat en els temes propis, segons va explicar el propi diari. El lema va canviar de "Diari independent del matí" al d'"El diari global en espanyol". També es va modificar la capçalera per afegir un accent a la paraula "país".
El març de 2009 es va produir la segregació d'El País en tres empreses: una que agrupa les redaccions de paper i digital, ambdues dirigides per Moreno, i l'àrea de màrqueting; una altra de serveis administratius; i una tercera que aglutina l'àrea de producció. El 5 de juny d'aquest any El País va publicar unes fotos de Berlusconi i els seus convidats en la seva finca de Sardenya en exclusiva mundial. Segons el diari, la seva edició digital va batre aquest dia tots els rècords amb més de tres milions i mitjà de visites.
Sota la seva direcció, El País va publicar exclusives com els papers del Departament d'Estat dels Estats Units, filtrats per Wikileaks, o els anomenats papers de Bárcenas, relacionats amb els suposats sobresous, finançament il·legal i estructura de donacions del Partit Popular.
També sota la seva direcció el diari va dur a terme el primer ERO de la seva història, que va acabar amb 129 acomiadaments.
El 26 de febrer de 2014 es va anunciar la seva sortida de la direcció d'El País per donar pas al periodista Antonio Caño.